# Паозерка
Паозерка — река в России, протекает в Вологодской области, в Нюксенском районе. Устье реки находится в 54 км по правому берегу реки Порша. Длина реки составляет 21 км.
Исток находится в болоте Верхнепаозёрском близ границы с Архангельской областью в 19 км к югу от посёлка Лойга. Река течёт на юг по заболоченному ненаселённому лесу, крупных притоков и населённых пунктов нет.

## Данные водного реестра
По данным государственного водного реестра России относится к Двинско-Печорскому бассейновому округу, водохозяйственный участок реки — Северная Двина от начала реки до впадения реки Вычегда, без рек Юг и Сухона (от истока до Кубенского гидроузла), речной подбассейн реки — Сухона. Речной бассейн реки — Северная Двина.
По данным геоинформационной системы водохозяйственного районирования территории РФ, подготовленной Федеральным агентством водных ресурсов:
- Код водного объекта в государственном водном реестре — 03020100312103000009135
- Код по гидрологической изученности (ГИ) — 103000913
- Код бассейна — 03.02.01.003
- Номер тома по ГИ — 03
- Выпуск по ГИ — 0